# Thomas Bradley
Thomas „Tom” J. Bradley (ur. 29 grudnia 1917, zm. 29 września 1998) – amerykański polityk, burmistrz Los Angeles. Pierwszy i jak dotąd jedyny czarnoskóry burmistrz Los Angeles i jedyny, który sprawował urząd pięć kadencji. Z jego postacią związany jest tzw. efekt Bradleya.

## Życiorys
Absolwent Polytechnic High School i Southwestern School of Law. Studiował także na UCLA. Pracował w Departamencie Policji Los Angeles, w latach 1963-1973 był członkiem Rady Miasta Los Angeles (LA City Council).
Urząd burmistrza sprawował przez 20 lat. W 1993 zrezygnował z kandydowania na szóstą kadencję. Dwukrotnie, bez sukcesu, w 1982 i 1986, startował w wyborach na urząd gubernatora Kalifornii.